# Генеральна дирекція національних доріг і автострад

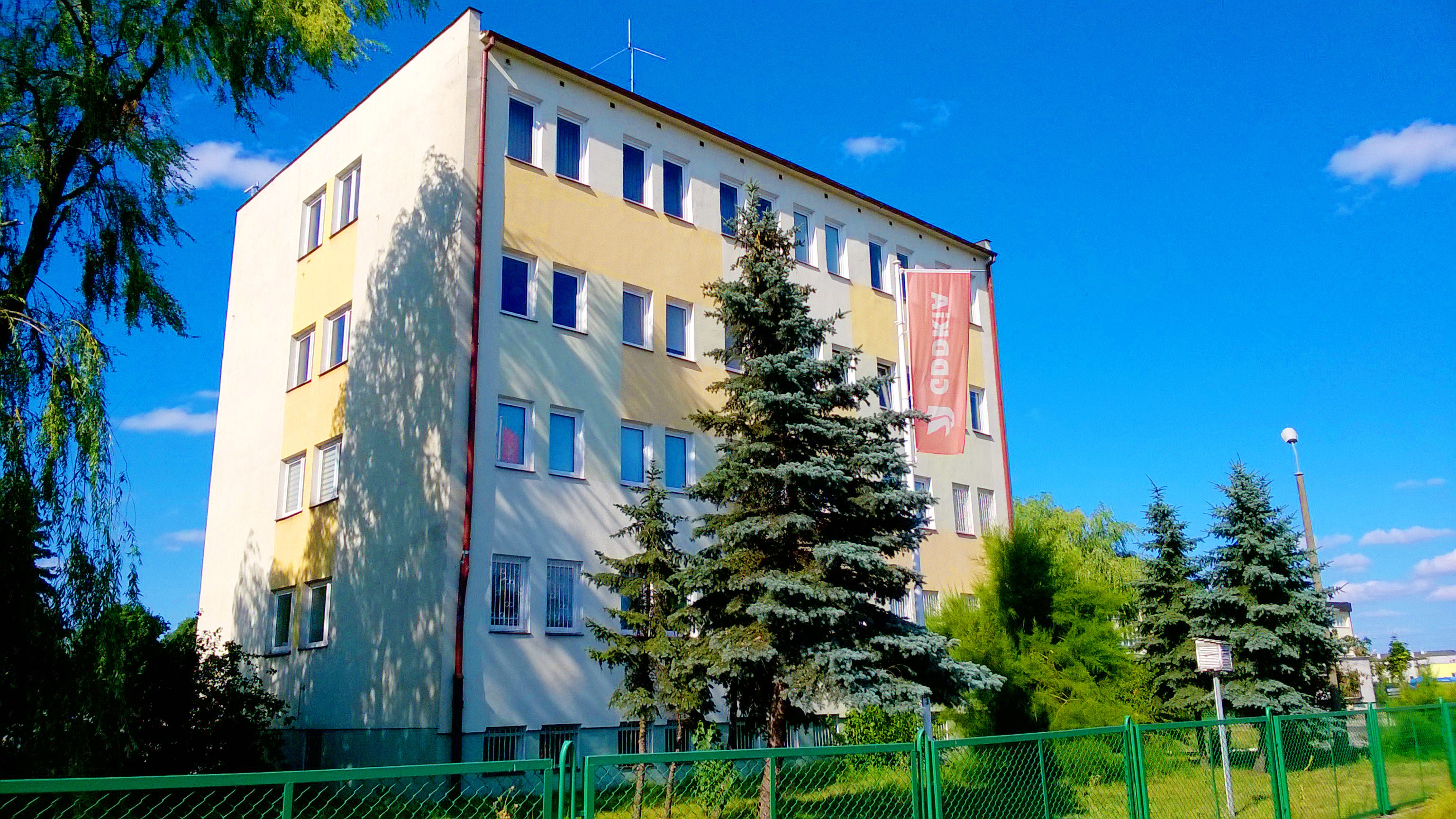
Район доріг GDDKiA в Торуні

Генеральна дирекція національних доріг і автомагістралей (пол. Generalna Dyrekcja Dróg Krajowych i Autostrad, GDDKiA) — центральний урядовий офіс у Польщі, який обслуговує Генерального директора національних доріг і автомагістралей (як орган), призначеного в Міністерстві інфраструктури (пізніше в Міністерстві транспорту та будівництва та у Міністерстві транспорту) для управління національними дорогами, автострадами та швидкісними дорогами, а також виконання державного бюджету в цьому відношенні.
Центральний орган державного управління «Генеральний директор державних доріг і автомобільних доріг» створено 1 квітня 2002 року на підставі ст. 4 Закону від 1 березня 2002 р. про зміни в організації та діяльності центральних органів державного управління та підпорядкованих їм підрозділів і про внесення змін до деяких актів, від злиття:
- Генеральне управління доріг загального користування - державний офіс, підпорядкований міністру транспорту та морського господарства, створений 31 січня 1986 року відповідно до постанови Ради міністрів від 19 грудня 1985 року[2], з перетворення Центрального Управління громадських доріг, що діє з 23 березня 1951 року як підрозділи Міністерства автомобільного та повітряного транспорту, на підставі Постанови № 49 Ради Міністрів від 26 лютого 1951 року[3];
- Агентство з будівництва та експлуатації автомобільних доріг.

## Діяльність
Генеральна дирекція національних доріг і автомагістралей підтримує та діє під безпосереднім керівництвом Генерального директора національних доріг і автомагістралей, який є центральним державним адміністративним органом, відповідальним за національні дороги.
Генеральний директор національних доріг і автомагістралей підпорядковується головному офісу GDDKiA у Варшаві та 16 регіональним відділенням, сфера діяльності яких охоплює воєводства. Філії мають у своїй структурі національні дорожні регіони, які управляють дорогами області. Крім того, до складу Генеральної дирекції входить Команда для Історія доріг у Щуцині щодо охорони пам'яток дорожнього будівництва.
Центральний державний адміністративний орган, відповідальний за національні дороги. Виконує завдання адміністратора національних доріг та виконує державний бюджет у сфері національних доріг. Генеральний директор національних доріг і автомагістралей також відповідає за:
- участь у реалізації транспортної політики у сфері дорожнього господарства,
- збір даних та підготовка інформації про мережу доріг загального користування,
- контроль за підготовкою дорожньої інфраструктури для потреб оборони держави,
- видачу дозволів на одноразовий проїзд нестандартних транспортних засобів у визначений час та за встановленим маршрутом,
- співпраця з дорожніми адміністраціями інших країн та міжнародними організаціями,
- співпраця з органами місцевого самоврядування у розвитку та утриманні дорожньої інфраструктури,
- організація дорожнього руху на державних дорогах,
- охорона пам'яток дорожнього будівництва,
- виконання завдань з підготовки та координації будівництва та експлуатації або виключно експлуатації платних автомагістралей
- стягнення плати за проїзд згідно з положеннями про платні автомагістралі та Державним дорожнім фондом.

У 2009 році GDDKiA відзначало 190-ту річницю заснування Головного управління доріг у Польщі. Початком дорожнього будівництва в Польщі є створення в 1819 році Генеральної дирекції доріг і мостів Царства Польського.
Утримання національних доріг (прибирання снігу, поточний ремонт, підтримання стандарту доріг) у 2013 році коштувало бюджету GDDKiA 1,27 мільярда злотих. Деякі (майже 1150 км) доріг, які перебувають під наглядом Директорату, утримуються приватними компаніями, обраними на тендерах.
Голова НАП є розробником та керівником системи e-TOLL, впровадженої 24 червня 2021 року як електронної системи збору плати за проїзд дорогами, що перебувають у віданні ГДДКіА. Він замінить діючу до 30 вересня 2021 року систему viaTOLL.